# 2 Reyes 24
2 Reyes 24 es el vigesimocuarto capítulo de la segunda parte de los Libros de los Reyes de la Biblia hebrea o Segundo Libro de los Reyes del Antiguo Testamento de la Biblia cristiana El libro es una compilación de varios anales que registran los actos de los reyes de Israel y Judá por un compilador deuteronómico en el siglo VII a. C. con un suplemento añadido en el siglo VI a. C. Este capítulo registra los acontecimientos durante los reinados de Joacim, Joaquín y Sedequías, reyes de Judá.

## Texto
Este capítulo fue escrito originalmente en Lengua hebrea. Se divide en 20 Versículos.

### Testigos textuales
Algunos de los primeros manuscritos que contienen el texto de este capítulo en Hebreo son de la tradición del Texto Masorético, que incluye el Códice de El Cairo (895), el Códice de Alepo (siglo X) y el Códice Leningradensis (1008).
También existe una traducción al griego koiné conocida como Septuaginta, realizada en los últimos siglos a. C.. Los manuscritos antiguos existentes de la versión Septuaginta incluyen el Codex Vaticanus (B; {\displaystyle {\mathfrak {G}}}B; siglo IV) y el Codex Alexandrinus (A; {\displaystyle {\mathfrak {G}}}A; siglo V). .

### Versículo 20

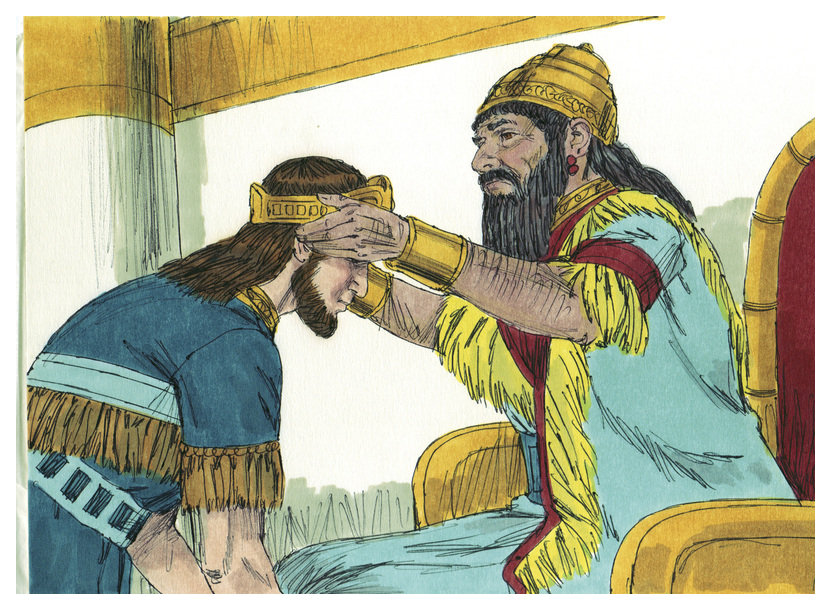
El rey de Babilonia nombró a Sedequías rey de Judá.